# Peter Harbarth
Prof. Dr. Peter Harbarth (1962) es un taxónomo, botánico germano, especialista en los géneros de planta carnívora Heliamphora y Nepenthes.

## Algunas publicaciones
- Wistuba, A., P. Harbarth & T. Carow 2001. Heliamphora folliculata, a new species of Heliamphora (Sarraceniaceae) from the ‘Los Testigos’ Table Mountains in the South of Venezuela. Carnivorous Plant Newsletter 30(4): 120–125
- Wistuba, A., T. Carow & P. Harbarth 2002. Heliamphora chimantensis, a New Species of Heliamphora (Sarraceniaceae) from the ‘Macizo de Chimanta’ in the South of Venezuela. Carnivorous Plant Newsletter 31(3): 78–82
- Carow, T., A. Wistuba & P. Harbarth 2005. Heliamphora sarracenioides, a New Species of Heliamphora (Sarraceniaceae) from Venezuela. Carnivorous Plant Newsletter 34(1): 4–6
- Wistuba, A., T. Carow, P. Harbarth & J. Nerz 2005. Heliamphora pulchella, eine neue mit Heliamphora minor (Sarraceniaceae) verwandte Art aus der Chimanta Region in Venezuela. Das Taublatt 53(3): 42–50
- Wistuba, A., T. Carow, P. Harbarth, & J. Nerz. Heliamphora pulchella, eine neue mit Heliamphora minor verwandte Art aus der Chimanta Region, Venezuela. Das Taublatt, 53, pp. 42–50, 2005 (Erstbeschreibung von Heliamphora pulchella, deutsche Übersetzung)
- La abreviatura «Harbarth» se emplea para indicar a Peter Harbarth como autoridad en la descripción y clasificación científica de los vegetales.[1]